# Grijze haarmuts
Grijze haarmuts (Orthotrichum diaphanum) is een soort uit het geslacht haarmuts (Orthotrichum). Grijze haarmuts werd wetenschappelijk beschreven door Samuel Elisée Bridel-Brideri en in 1801 voor het eerst geldig gepubliceerd.

## Determinatie
Grijze haarmuts is de enige haarmuts waarvan de blaadjes een witte glashaar hebben. Ook is hij een van de weinige haarmutsen die, behalve op schors, ook op steen voorkomt. De kapsels zijn helemaal door de bladeren omsloten. Het peristoom heeft 16 bleke, stervormig afstaande tanden. Het blad is eirond, langwerpig tot lijn-lancetvormig en niet ruw. De bladranden zijn gaaf of bij de top met tanden. De top is scherp tot stomp. De kapsels steken net boven het blad uit of zitten verscholen tussen had blad.
Het huikje (calyptra, mutsje) is mijtervormig, conisch-langwerpig tot kort conisch. Aan de basis is het niet gespleten, glad of papilleus, wat harig of kaal, geplooid en bedekt het gehele kapsel.
De basale cellen van het blad zijn langwerpig, de andere cellen rondachtig.

## Ecologie
Grijze haarmuts groeit vooral op zonnige, eutrofe, stoffige bomen en stenen. Op gewone vlier is het waarschijnlijk de meest voorkomende soort. Hij wordt beschouwd als een van de meest voorkomende binnenlandse epifytische mossen. In tegenstelling tot andere soorten uit het geslacht haarmuts is hij relatief resistent tegen zwaveldioxide (SO2).

## Verspreiding
Grijze haarmuts is een op het noordelijk halfrond wijdverbreide soort en met een voorkeur voor nitrofiele (stikstofrijke) locaties. De soort komt ook voor in het zuiden van Zuid-Amerika. 
Grijze haarmuts is zeer algemeen in het grootste deel van Nederland. Hij is niet bedreigd en staat niet op de Nederlandse Rode Lijst. In warmere landen zoals Spanje wordt grijze haarmuts soms vergezeld door O. macrocephalum. Deze soort heeft afgeronde bladtoppen.

## Fotogalerij

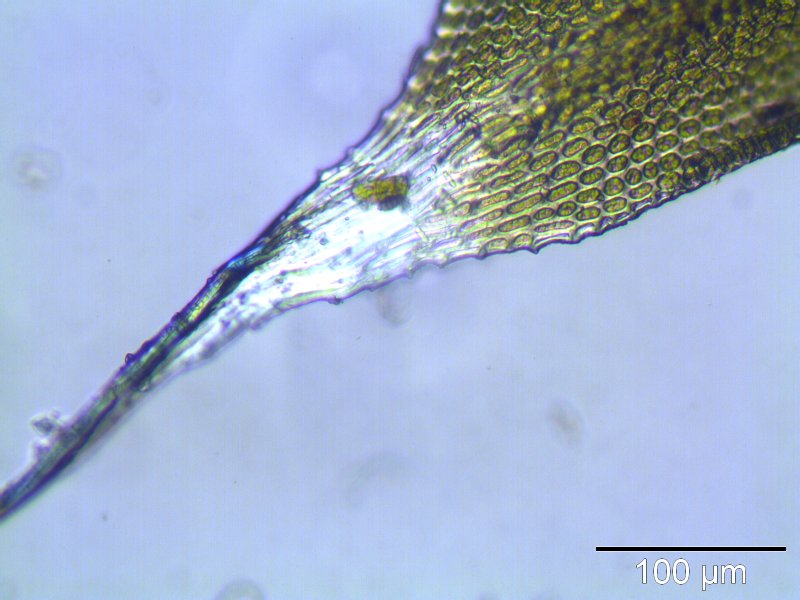
Bladtop
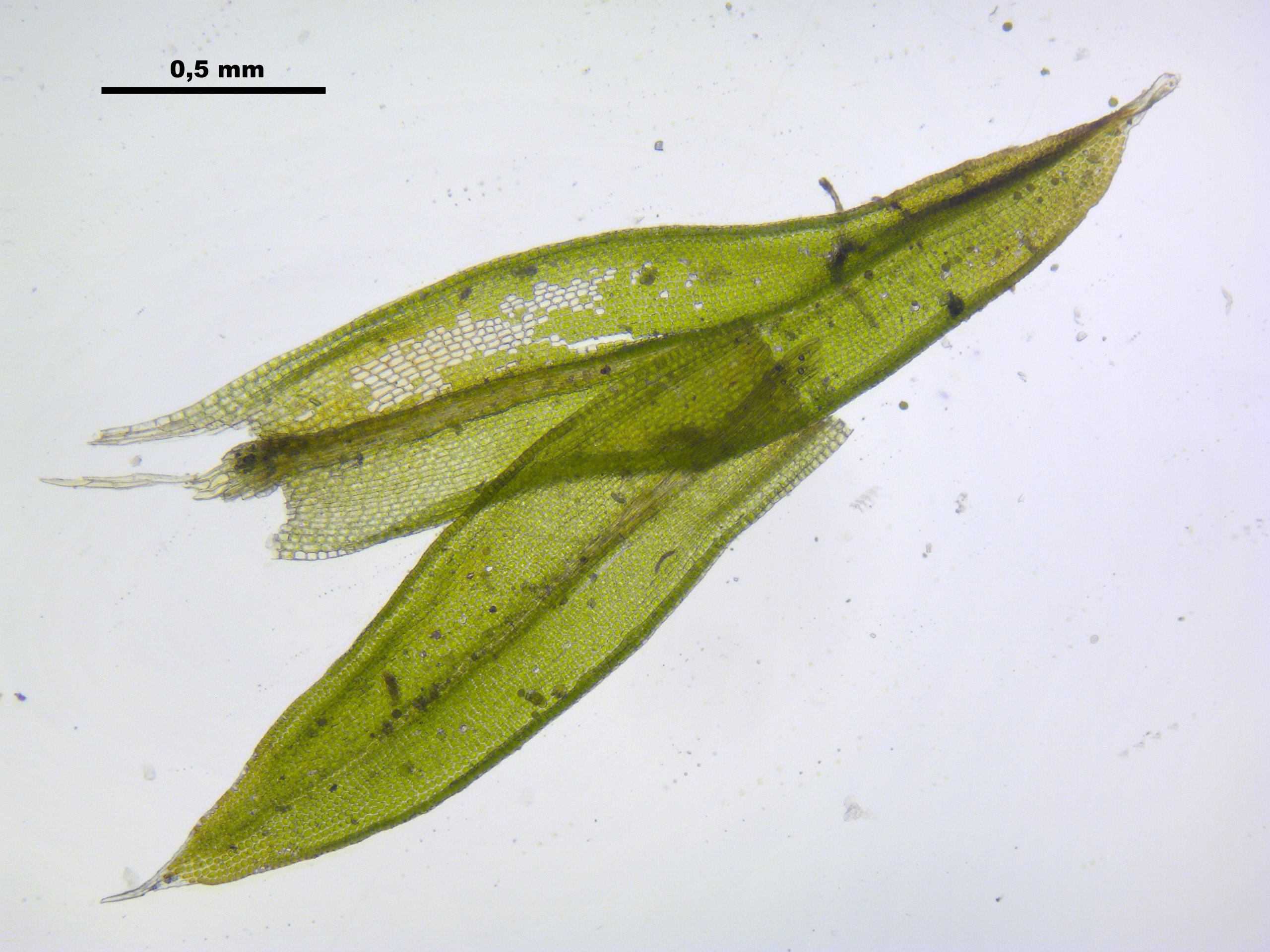
2 bladen
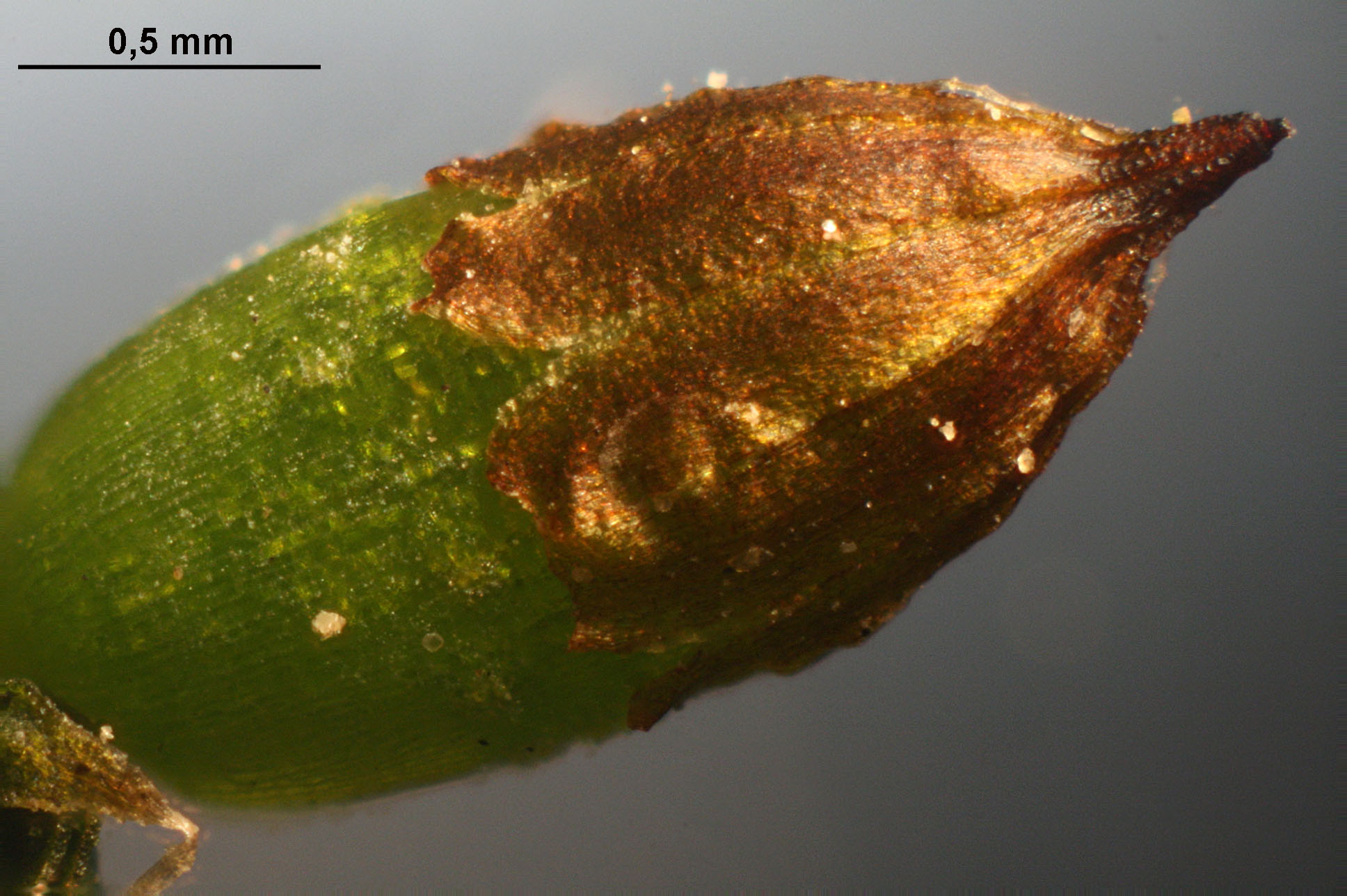
Kapsel
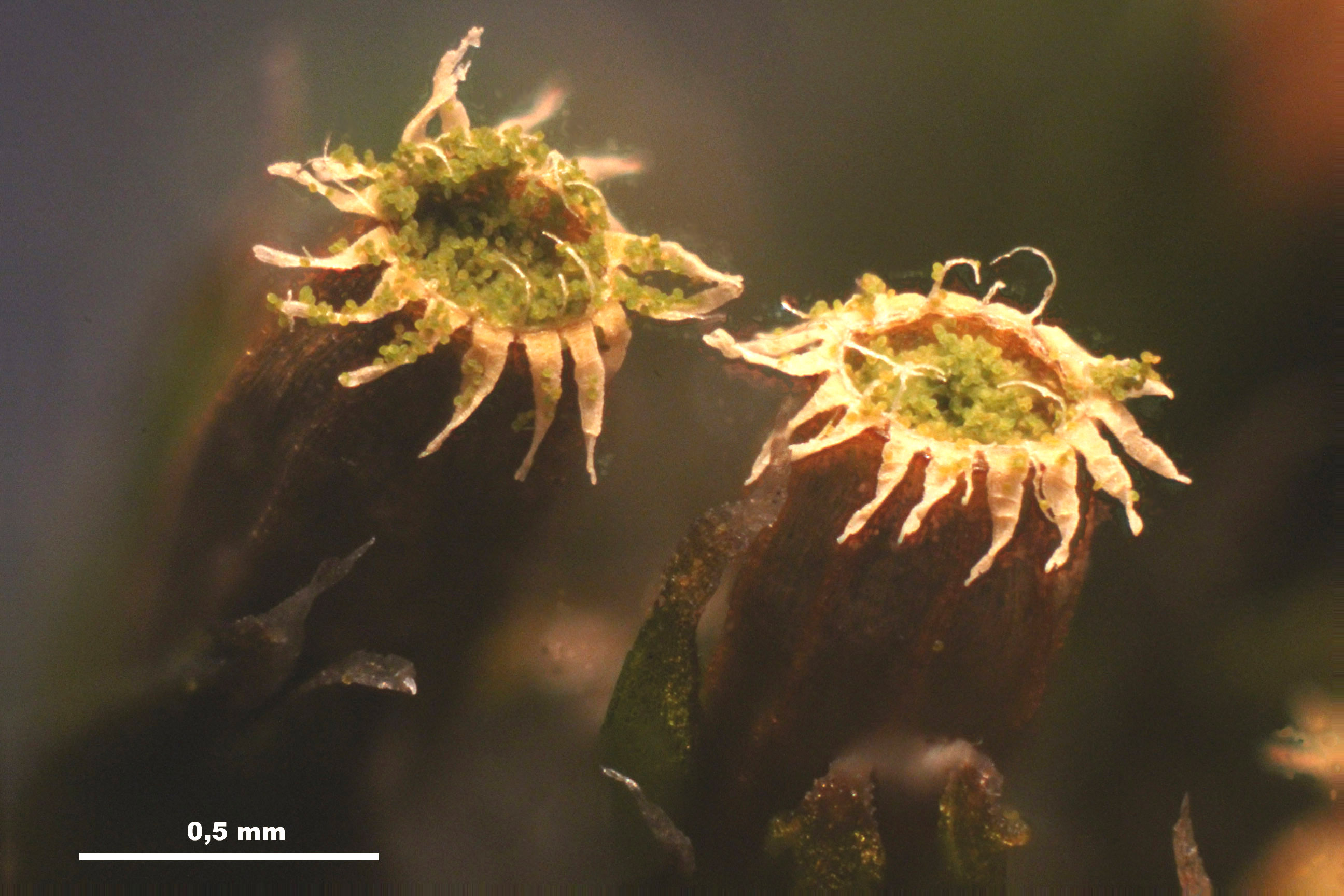
Peristoom met 16 tanden
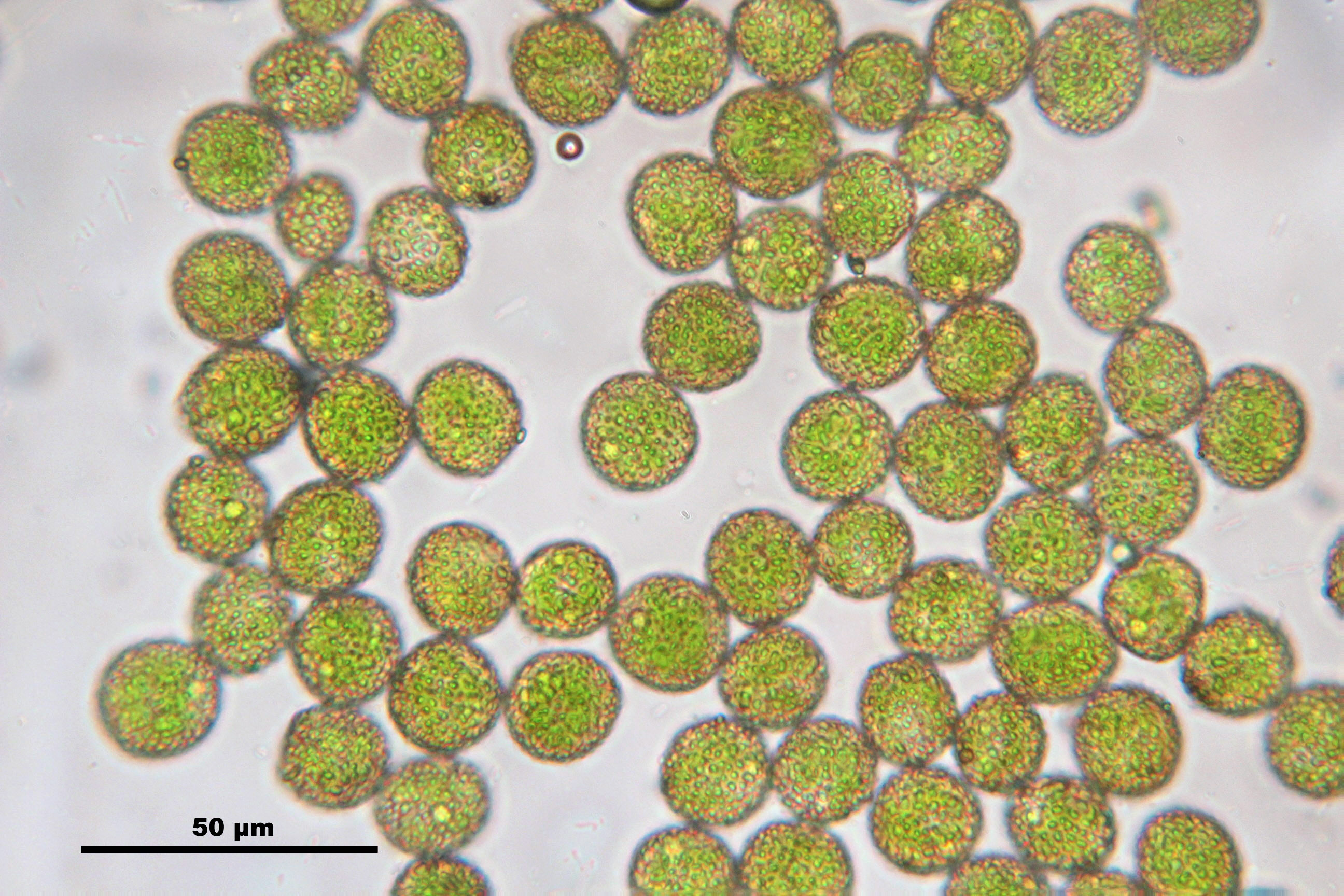
Sporen
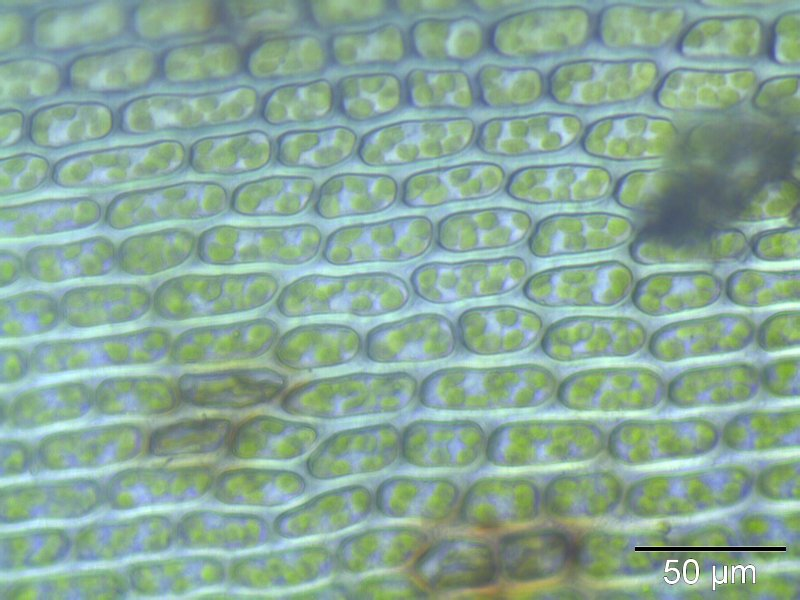
Lamina-cellen bij 400x vergroting